# エルファ・セシオリア
エルファ・セシオリア（Elfa Secioria、1959年2月20日 - 2011年1月8日）は、インドネシアの作曲家。西ジャワ州ガルット出身。
コーラスグループエルファス・シンガーズを結成し楽曲提供、歌唱指導などを行っている。教え子にシェリナ・ムナフ、リタ・エフェンディなどがいる。1983年の世界歌謡祭では出場したアンディ・メリーム・マタラータの曲を作曲した。
2011年1月8日、ジャカルタの病院で51歳で亡くなっている。